# Creative Labs
Creative Technology, Ltd. é a líder mundial das fornecedoras de produtos de multimídia e periféricos para computadores pessoais. Foi fundada em Singapura, em 1981, com a visão de que a multimídia revolucionaria o modo como as pessoas interagem com seus PCs. A sede mundial da corporação está localizada em Singapura, bem no centro da região asiática do Pacífico. Desde então, a Creative tem merecido seu status de liderança global por suas inovações em áudio interativo, vídeo e tecnologia de comunicações e como uma indústria pioneira na criação de padrões de multimídia.
Com o objetivo de incrementar as possibilidades do PC para seus clientes, a Creative desenvolve e comercializa uma gama de sistemas que complementam as diversas necessidades de seus usuários finais. Isto inclui oferecer uma variedade de produtos que satisfazem os sentidos de visão e som, bem como a necessidade de uma eficaz comunicação de PC para PC, inclusive através da Internet. Este enfoque, combinado com uma extensa estratégia de mídia e forte presença no mercado de varejo, tem possibilitado à Creative permanecer na vanguarda da indústria. Somente na atualidade, mais de 40000 mercados varejistas na América do Norte têm em estoque os produtos da companhia, incluindo a família Blaster de aceleradoras gráficas, placas de áudio, kits de upgrade de multimédia, sistemas DVD, caixas de som, produtos de comunicações de vídeo e aplicativos para a Internet.
Quase 60 por cento dos sistemas de áudio dos PC de hoje são construídos segundo a tecnologia Sound Blaster da Creative, tornando a Creative responsável pela maioria do som produzido em PCs no mundo. Sendo a indústria padrão de áudio para PC, a compatibilidade com Sound Blaster é necessária para a maioria dos sistemas de som para PC existentes no mercado. Este padrão garante compatibilidade, fácil instalação, e o suporte para a mais ampla variedade de programas. Quando se utiliza outros sistemas de barramento PCI, este padrão fica comprometido. Com o padrão PCI Sound Blaster, a Creative produziu uma solução que utiliza uma combinação de hardware e software para uma compatibilidade quase perfeita com os programas existentes para DOS e Windows. O padrão PCI Sound Blaster representa o compromisso contínuo da Creative de fornecer a mais ampla compatibilidade para suas plataformas de hardware através dos muitos sistemas de software disponíveis na indústria. Sound Blaster PCI64 e Creative Ensoniq Audio PCI são as primeiras duas placas de som em uma série que suporta o padrão de áudio PCI Sound Blaster.
Atualmente, a Creative tem se baseado na popularidade e demanda de seu sucesso em áudio para PC para se expandir em outros setores da indústria de multimédia, incluindo gráficos, DVD, integração de telefonia por computador (CTI), comunicações e videoconferência. Fazendo isto, a Creative se tornou parceira de algumas das companhias de tecnologia de ponta da indústria e criadores em todo o mundo.

## Sede mundial

### Creative Resource

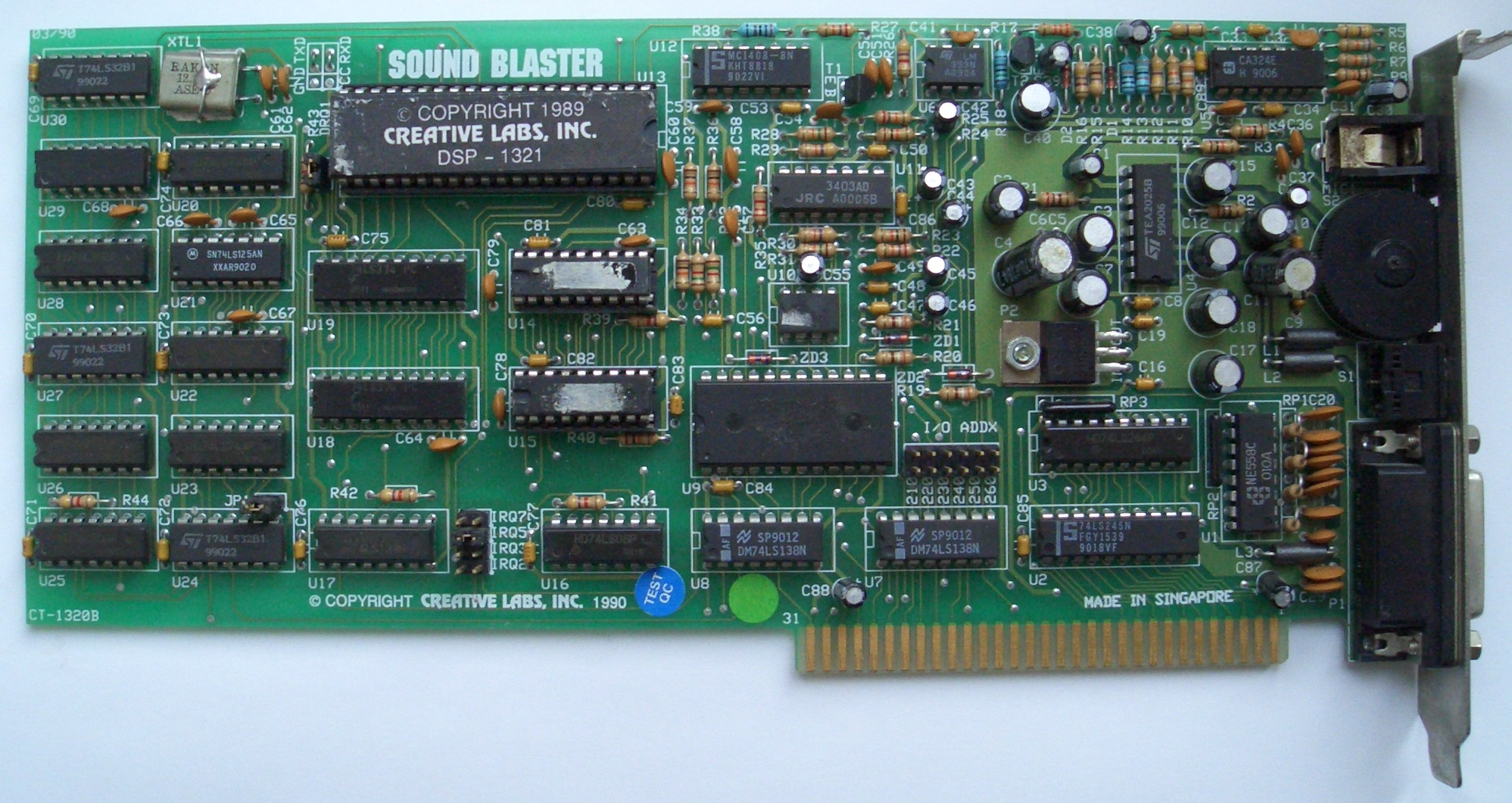
Placa de som Sound Blaster 1.0 de 1989.

Hoje, a Creative tem expandido suas operações incluindo uma rede de distribuição internacional de subsidiárias próprias e joint ventures no Japão, China, Hong Kong, Taiwan, Malásia, Austrália, Coreia do Sul e África do Sul. Estes centros e escritórios de vendas permitem à Creative Technology prover um suporte global eficaz para sua rede de distribuição de mídia de múltiplas faixas de ampla base em 230 distribuidores principais em mais de 80 países; e sua base de mais de 50 milhões clientes Sound Blaster no mundo.
A Creative foi cotada na bolsa de valores Nasdaq dos EUA no verão de 1992, tornando-se a primeira companhia de Singapura true-blue a estar listada na NASDAQ. Em junho de 1994, a Creative Technology entrou na lista do quadro principal da Bolsa de Valores de Singapura.
A Creative emprega atualmente mais de 5000 pessoas no mundo inteiro. Para preparar a companhia para o próximo milênio, a Creative intensificou sua força de P&D e liderança com aquisições de companhias baseadas nos EUA, Ensoniq, E-mu Systems, Cambridge Soundworks, Ectiva Inc. (antigamente o grupo NetMedia da OPTi) ShareVision Technology, Digicom Systems e Silicon Engineering Inc. A Creative também forjou numerosas alianças e licenciamentos sinérgicos e parcerias OEM (fabricante de equipamento original) com companhias tais como a Acer America Corporation, Dell Computer, Digital Equipment Corporation, Gateway 2000, Microsoft, Intel, Micron, NEC - entre outras - para elevar ainda mais a potência multimédia do PC.

### Creative Labs América

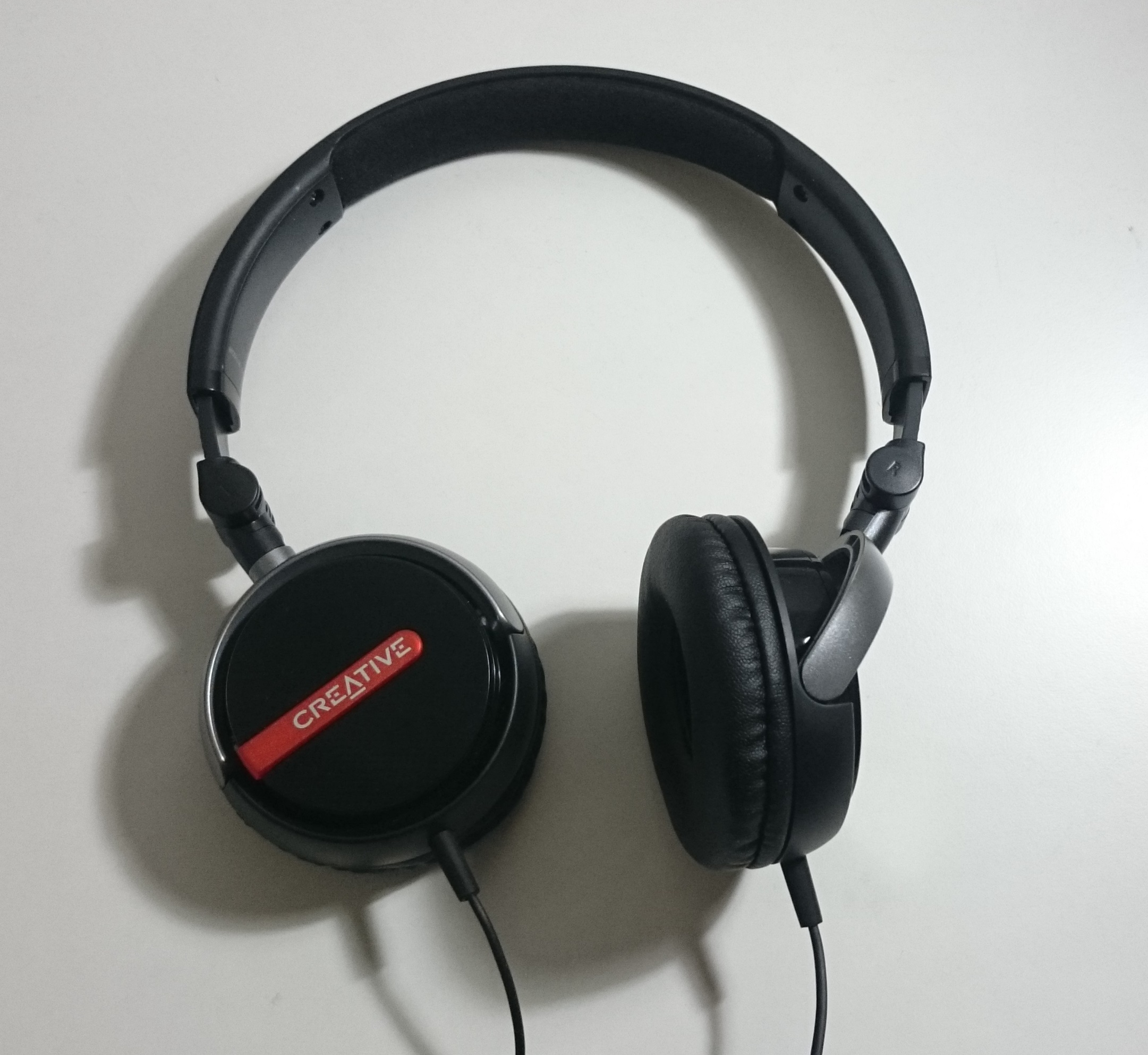
Fone de ouvido da Creative.

Em 1988, a Creative Technology estabeleceu uma subsidiária nos EUA, a Creative Labs, Inc. com o propósito de irromper dentro do maciço mercado norte-americano. Localizada em Milpitas, CA, a Creative Labs é a organização de vendas, marketing, treinamento e suporte ao cliente para a Creative Technology nas Américas. As operações da Creative Labs incluem sedes adicionais no Canadá e América Latina, bem como um centro de suporte técnico em Stillwater, Oklahoma. Estes centros permitem que a Creative Labs forneça suporte eficaz sete dias por semana e produza produtos localizados para o mercado americano.

### Creative Labs Europa
Do crescente potencial do mercado europeu. A rede europeia consiste em numerosos Escritórios de Vendas Locais (Local Sales Offices - LSOs) estrategicamente localizados em toda a Europa; e o European Operations and Technical Center (Centro Técnico e de Operações Europeu - EOTC) na Irlanda. Enquanto os LSOs fornecem suporte de vendas e marketing localizados, o EOTC age como o ponto central para os negócios europeus da Creative de rápido crescimento, fornecendo eficaz suprimento de produtos e suporte ao cliente para complementar as atividades dos LSOs.

### Creative Labs Ásia

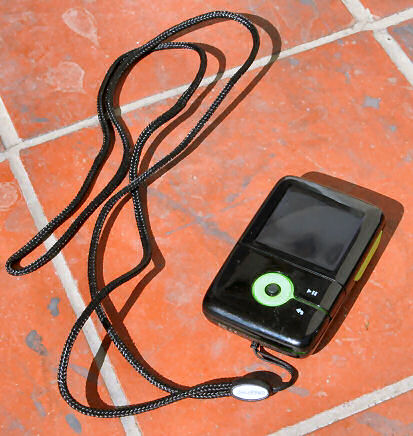
Reprodutor de áudio da série Creative Zen.

A Creative Labs Ásia foi criada em setembro de 1999 como núcleo de vendas e canal de marketing na Ásia para países como a China, Taiwan, Japão, Hong Kong, Coreia do Sul, Austrália, Nova Zelândia, África do Sul, Índia, Tailândia, Vietnam ,Filipinas e também para a região do oriente médio. O escritório na Ásia contém várias divisões: Desenvolvimento de Negócios, Marketing de Produtos, Operações, Atendimento ao Consumidor e outros. Estas divisões otimizam os seus conhecimentos para coletivamente exercitar uma vantagem competitiva efetiva nesta região emergente.